# Symphonie de chambre (Enesco)
Pour les articles homonymes, voir Symphonie de chambre.

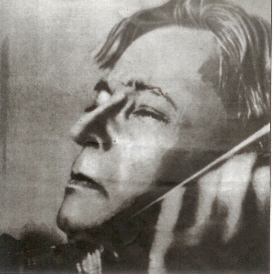
Georges Enesco, compositeur de la Symphonie de chambre.

La Symphonie de chambre pour douze instruments en mi majeur, opus 33, est un double sextuor pour flûte, hautbois, clarinette, cor anglais, basson, cor, trompette, violon, alto, violoncelle, contrebasse et piano de Georges Enesco.

## Contexte
Ultime composition de Georges Enesco et dédiée à Fernand Oubradous et à l'Association des concerts de chambre de Paris, elle a été achevée, avec l'aide ponctuelle de Marcel Mihalovici, en mai 1954 et créée l'année suivante à Paris.
C'est, dans l'ensemble de la création du compositeur roumain, la plus avancée au plan du langage musical ; la modernité y est clairement affirmée à partir d'un matériau thématique simple mais qui se complexifie, se ramifie à l'extrême très rapidement. En outre, si le folklore roumain sous-jacent est toujours là, ses jeux sur les timbres ne sont pas sans rappeler les sonorités des musiciens de l'École de Vienne.

## Structure
L'œuvre est en quatre mouvements, liés entre eux à l'exception du premier :
- Molto moderato, un poco maestoso
- Allegretto molto moderato
- Adagio
- Allegro molto moderato

Son exécution dure un peu plus d'un quart d'heure. 